# Hubert Flattinger

Selbstporträt von Hubert Flattinger, 1999

Hubert Flattinger (* 21. November 1960 in Innsbruck) ist ein österreichischer Schriftsteller, Illustrator und Maler. Hubert Flattinger lebt im Bezirk Horn/Niederösterreich. Er ist mit der Grafikerin Ines Flattinger verheiratet und Vater von zwei Söhnen und zwei Töchtern.

## Leben
Hubert Flattinger wuchs in Tirol auf. Im Anschluss an die Pflichtschule besuchte er in Wien die Höhere Grafische Bundes-, Lehr- und Versuchsanstalt. Nach mehreren Exkursionen u. a. als Asphaltkünstler, Tierpfleger und Werbeleiter einer deutschen Computerfirma, fand er schließlich als Journalist, Buch- und Theaterautor sein hauptberufliches Betätigungsfeld.
Von 1994 bis 2009 war Flattinger verantwortlicher Redakteur der Kinderseite der Tiroler Tageszeitung, für die er ebenso Beiträge als Illustrator lieferte. Zusätzlich verfasste er in diesen Jahren für das Wochenmagazin der Tiroler Tageszeitung zahlreiche Porträts und interviewte hierfür u. a. Astrid Lindgren, Otfried Preußler, Janosch und Christine Nöstlinger. Von 2010 bis 2012 gestaltete der Autor und Zeichner in Zusammenarbeit mit seiner Frau Ines für die „Kleine Kinderzeitung“ der „Kleinen Zeitung“ (Graz) Spiel- und Rätselseiten. Seit 2010 vermittelt Flattinger seine Kenntnisse im Bereich Medien und Kinder- und Jugendliteratur am Institut für Sozialpädagogik in Stams in Tirol. Seine Bilderbücher wurden ins Englische, Französische, Italienische, Niederländische und ins Koreanische übersetzt.

Winterlandschaft, 2014

### Bücher
- Das Lied vom Pferdestehlen; Berenkamp Verlag, Hall in Tirol, 2000
- Liftboy; Kyrene Verlag, Innsbruck, 2004
- Als ich Lord Winter war – eine Reise zu Astrid Lindgren; Kyrene Verlag, Innsbruck, 2006
- Der größte Fisch entwischt – Redaktionsgeschichten; Limbus Verlag, Innsbruck, 2015
- Baboon; Aravaipa Verlag, Zürich, 2015
- Sommersprossen auf dem Asphalt; Aravaipa Verlag, Zürich, 2016
- Als ich Lord Winter war (erweiterte Neuauflage); Limbus Verlag, Innsbruck, 2017
- Kindheit in Hötting (in der Reihe Erinnerungen an Innsbruck); Verlag Wagnerische, 2017
- Liftboy (Neubearbeitung); Aravaipa Verlag, 2018

Kinderbuchillustration, 2008

- Mrs O'Hara sagt Gute Nacht; Limbus Verlag, 2020

### Kinderbücher
- Die Tür nach Nirgendwo; Tyrolia Verlag, Innsbruck, 1996
- Flattinger's Kinderkram; Löwenzahn Verlag, Innsbruck, 2001
- Herr Bert, das Bilderbuch zum Bilderbuch; Löwenzahn Verlag, Innsbruck, 2002
- Wenn du glaubst, du bist allein; Nord Süd Verlag, Zürich, 2002
- Du bist großartig; Nord Süd Verlag, Zürich, 2005
- So ein Käse; Tyrolia Verlag, Innsbruck 2017
- Die Spur führt in den Hühnerstall; Tyrolia Verlag, Innsbruck, 2018
- Ein Ausflug auf die Alm; Tyrolia Verlag, Innsbruck 2019
- Illustrationen für Beate Troyers „Das Pflegebäumchen“, Limbus Verlag, 2018 und „Mein Popo ist meine Sache“, Limbus Verlag, 2019.
- Der Wald heult – Ein Fall für Martha & Mischa, Kinderkrimi, gemeinsam mit Petra Hartlieb, Illustrationen von Ulrike Halvax, Leykam, Graz 2023, ISBN 978-3-7011-8262-6[1]

### Theaterstücke
- Manzinis größter Fall; Kindertheaterstück im Auftrag des Festival der Träume, 2000, Innsbruck
- Walt (Disney); Sessler Verlag, Wien 2002; UA 2001 im ORF-Landesstudio Tirol, Stadttheater Innsbruck
- Höhenangst; Sessler Verlag, Wien; UA 2005 Theater fact/Leipzig, 2006 Dramatikerfestival Innsbruck

### Hörbuch
- Als ich Lord Winter war – eine Reise zu Astrid Lindgren. Sprecher: Johannes Nikolussi, Innsbruck 2007, PolyGlobe Music (Vertrieb)

Außerdem schrieb Hubert Flattinger mehrere Hörspiele („Fast wahre Geschichten“) für den Bayerischen Rundfunk (Bayern2) in der Sendung „Sonntagshuhn“, Erzählerin: Ilse Neubauer, Regie Leo Huber.

## Auszeichnungen und Preise
- Mira Lobe-Stipendium für Liftboy, 2004
- Mira Lobe-Stipendium für Baboon, 2006
- Mira Lobe Stipendium für Sommersprossen auf dem Asphalt, 2012
- Otto-Grünmandl-Literaturpreis, 2020[2]

## Ausstellungen
- Flattingers Gemälde und Illustrationen waren in zahlreichen Ausstellungen wie z. B. im Fine Art Department in New Orleans zu sehen. Für die Neugestaltung der ehemaligen Franziskanerklosterkirche/Historische Stadtinformation in Wittenberg schuf Flattinger etliche Illustrationen.